# Lords of the Underground
Die Lords of the Underground (L.O.T.U.G.) sind eine US-amerikanische Hip-Hop-Gruppe aus Newark, New Jersey. Sie besteht aus den MCs Mr. Funke und DoItAll Dupré sowie dem DJ Lord Jazz.

## Karriere
Die Lords standen maßgeblich für das sogenannte Golden Age of Hip-Hop gegen Ende der 1980er, Anfang der 1990er Jahre. Ihre größten Hits waren die Singles Funky Child, Chief Rocka und Tic Toc. Die meisten ihrer Stücke produzierte Marley Marl.
Für ihr erstes Album Here Come the Lords (1992) erhielten sie 1993 eine Auszeichnung als Beste Rap-Gruppe 1993 von Black Entertainment Television. Auf dem Titeltrack des zweiten Albums Keepers of the Funk (1994) gibt es einen Cameo-Auftritt von George Clinton. Dieses Lied ist weniger roh und melodisch unkonventioneller als die meisten ihrer anderen Stücke.
Ab ca. 1992 wandelte sich der Publikumsgeschmack stark in Richtung Gangsta-Rap. Dadurch verloren die Lords of the Underground wie auch ähnliche Gruppen stark an Bedeutung.
Ihr Reunion-Album Resurrection erschien 1999 auf Queen Latifahs Label Jersey Kidz, wurde aber aufgrund mangelnder Promotion kaum wahrgenommen. 2007 erschien das Album House of Lords.

## Diskografie

### Studioalben
| Jahr | Titel               | Höchstplatzierung, Gesamtwochen, AuszeichnungChartplatzierungen (Jahr, Titel, Platzierungen, Wochen, Auszeichnungen, Anmerkungen) | Höchstplatzierung, Gesamtwochen, AuszeichnungChartplatzierungen (Jahr, Titel, Platzierungen, Wochen, Auszeichnungen, Anmerkungen) | Anmerkungen                            |
| Jahr | Titel               | UK | US | Anmerkungen                            |
| ---- | ------------------- | --- | --- | -------------------------------------- |
| 1993 | Here Come the Lords | — | US66 (25 Wo.)US | Erstveröffentlichung: 30. März 1993    |
| 1994 | Keepers of the Funk | UK68 (1 Wo.)UK | US57 (3 Wo.)US | Erstveröffentlichung: 1. November 1994 |

Weitere Veröffentlichungen
- 1999: Resurrection
- 2007: House of Lords
- 2014: Lotug 20: The 20th Anniversary Collection, Vol. 1
- 2020: So Legendary

### Singles
| Jahr | Titel Album                     | Höchstplatzierung, Gesamtwochen, AuszeichnungChartplatzierungen (Jahr, Titel, Album, Platzierungen, Wochen, Auszeichnungen, Anmerkungen) | Höchstplatzierung, Gesamtwochen, AuszeichnungChartplatzierungen (Jahr, Titel, Album, Platzierungen, Wochen, Auszeichnungen, Anmerkungen) | Anmerkungen                            |
| Jahr | Titel Album                     | UK | US | Anmerkungen                            |
| ---- | ------------------------------- | --- | --- | -------------------------------------- |
| 1993 | Funky Child Here Come the Lords | — | US74 (11 Wo.)US | Erstveröffentlichung: 4. Februar 1993  |
| 1993 | Chief Rocka Here Come the Lords | — | US55 (20 Wo.)US | Erstveröffentlichung: 3. Juni 1993     |
| 1993 | Here Come the Lords             | — | US93 (6 Wo.)US | Erstveröffentlichung: Dezember 1993    |
| 1994 | Flow On Here Come the Lords     | UK89 (1 Wo.)UK | — | Erstveröffentlichung: 26. April 1994   |
| 1994 | Tic Toc Keepers of the Funk     | — | US73 (15 Wo.)US | Erstveröffentlichung: 11. Oktober 1994 |

Weitere Singles
- 1992: Psycho
- 1995: What I’m After
- 1995: Faith